# Øyvin Thon
Øyvin Thon, född den 25 mars 1958 i Drammen, är en norsk orienterare som tagit sju VM-guld, individuellt 1979 och 1981 samt stafett 1981, 1983, 1985, 1987 och 1989. Han har även tagit ett individuellt VM-silver.